# 前中期 (細胞分裂)

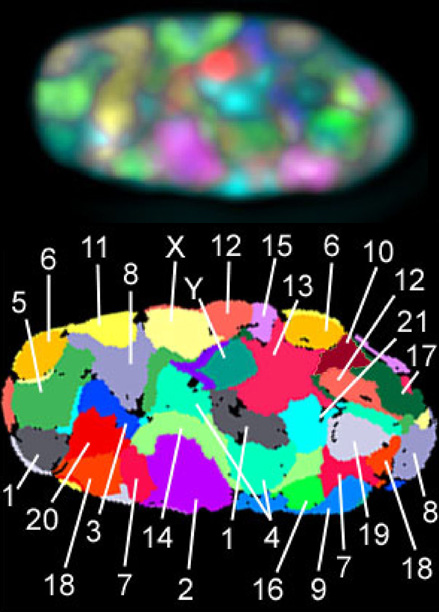
線維芽細胞の前中期における、ヒトの23の染色体の領域。

前中期（英: prometaphase）は、真核生物の体細胞の有糸分裂において前期の後、中期の前の段階である。前中期では、核膜は無数の小胞"membrane vesicles"へ解体され、内部の染色体では動原体と呼ばれるタンパク質構造体が形成される。紡錘体の極となる中心体からの動原体微小管が染色体に到達して動原体と接着し、染色体を揺り動かす。他の紡錘体微小管はもう一方の極から来た微小管と接触する。紡錘体微小管に結合したタンパク質「モーター」の駆動力により、染色体は細胞中心へ向かって移動する。
前中期は常に有糸分裂の明確な部分として表出するわけではない。この用語を用いない文献では、これらの事象は前期の終わりや中期の初めへ割り当てられている。

## 微小管のタイプ
微小管は動原体微小管（kinetochore microtubule）と非動原体微小管（non-kinetochore microtubule）の2つのタイプから構成される。 
- 動原体微小管は、接着する動原体を探し始める。
- 多くの非動原体微小管または極微小管（polar microtubule）は、紡錘体を形成するためにもう一方の中心体からの非動原体微小管を見つけ、相互作用する。

## 前中期から中期への移行
全ての動原体微小管が動原体に接着して前中期の役割が完了すると、中期が開始される。動原体での接着が起こっておらず、そのため整列していない染色体は、他の大部分の染色体の整列が完了していても、スピンドルチェックポイントのシグナルを発する。これによって、すべての動原体が接着してすべての染色体が整列するまで後期促進複合体が阻害され、後期への進行が防止される。
中期の初めごろの事象は、前中期の終わりごろの事象と同時に起こる。動原体と微小管の接着が起こった染色体では、まだ接着が起こっていない染色体で前中期の事象が起こっているうちから、中期の事象が個々に開始される。